# Super 8 Classic

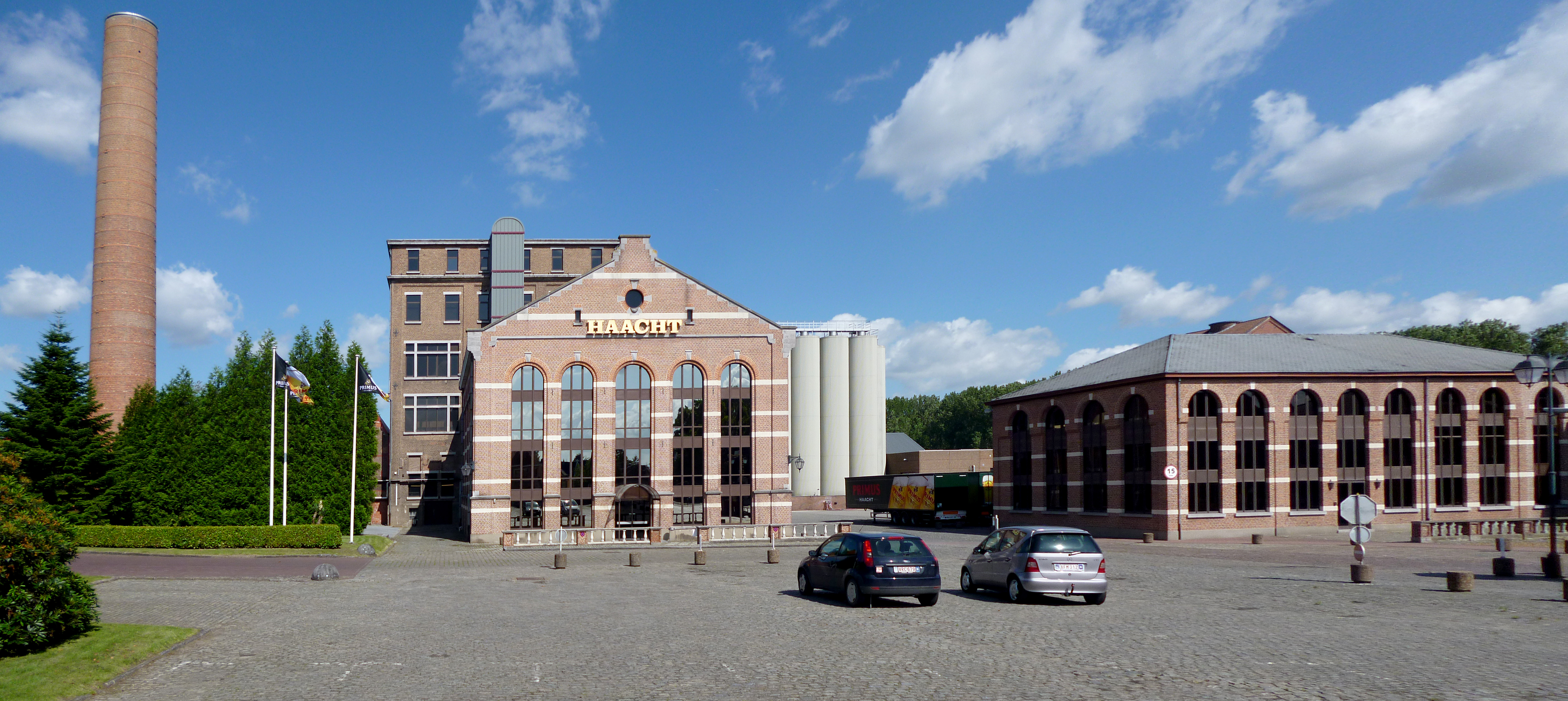
Brouwerij Haacht utanför vars port loppets målgång sker.

Super 8 Classic, tidigare Primus Classic Impanis-Van Petegem (2014-2022), Grote Prijs (Grand Prix) Raymond Impanis (1982-1994) och Grote Prijs (Grand Prix) Impanis-Van Petegem (2011-2013), är ett årligt belgiskt endags cykellopp som avhålls i Flamländska Brabant och Östflandern. Namnet hyllade de belgiska cyklisterna Raymond Impanis och Peter Van Petegem; Huvudsponsor är ett bryggeri i Boortmeerbeek (Brouwerij Haacht - Primus och Super 8 är två av dess ölmärken). Loppet startade 1982 och hölls kring Impanis födelseort Kampenhout, men lades ner efter 1994 års upplaga. Det återupplivades 2005 som en tävling för juniorer, året därpå för amatörer (professionella utan kontrakt). 2011 flyttades målet från Kampenhout till grannkommunen Haacht (utanför bryggeriets port) och starten till Brakel (Van Petegems födelseort), medan loppet bytte namn och blev en UCI Europe Tour 1.2-tävling. 2012 uppklassificerades loppet till 1.1 och 2015 blev det en 1.HC-tävling. Sedan 2020 ingår det i UCI ProSeries 1.Pro (första året dock inställt på grund av Covid-19-pandemin).

## Segrare
Som UCI-tävling sedan 2011

2023  Mathieu van der Poel
2022  Jordi Meeus
2021  Florian Senechal
2020 Inställt
2019  Edward Theuns
2018  Taco van der Hoorn
2017  Matteo Trentin
2016  Fernando Gaviria
2015  Sean De Bie
2014  Greg Van Avermaet
2013  Sep Vanmarcke
2012  André Greipel
2011  Sander Cordeel
Tidigare år

2010  Joeri Clauwaert
2009  Maxim Debusschere
2008  Timothy Stevens
2007  Bjorn Coomans
2006  Kevin Peeters
1995-2005 Ingen tävling
1994  Carlo Bomans
1993  Phil Anderson
1992  Louis de Koning
1991  Wiebren Veenstra
1990  Wiebren Veenstra
1989  Eric Vanderaerden
1988  Stephen Hodge
1987  Paul Haghedooren
1986  Allan Peiper
1985  Jelle Nijdam
1984  Ad Wijnands
1983  Ludo Peeters
1982  Willem Peeters